# Північно-Західна територіальна імператива

Карта яка показує регіони де планувалося створити білу етнодержаву у червоному.

Північно-Західна територіальна імператива (англ. Northwest Territorial Imperative; також Northwest American Republic) проєкт, створенний білими супремасизтами, білими націоналістами, сепаратистами у 1980-х в США. Згідно з ним, членами цих груп було запропоновано переселитися в регіон північно-західних Сполучених Штатів — Вашингтон, Орегон, Айдахо та Західна Монтана — з наміром зрештою перетворити регіон на арійську етнодержаву.
З цієї ідеї Гарольд Ковінгтон заснував організацію Північно-Західний фронт у 1990-х роках, яка зараз неактивна. Гарольд Ковінгтон помер у віці 68 років 14 липня 2018 року, а його смерть ознаменувала кінець організації та веб-сайту Північно-Західного фронту.
Було дано кілька причин, чому активісти вирішили перетворити цю територію на майбутню білу батьківщину: вона віддалена від місць чорної, єврейської та інших меншин, ніж інші райони Сполучених Штатів; це географічно віддалено, що ускладнює федеральному уряду викорінення активістів; його «широкі простори» звертаються до тих, хто вірить у право на полювання і рибу без будь-яких постанов уряду; і це також дасть їм доступ до морських портів і Канади.

Прапор Північно-Західної територіальної імперативи.

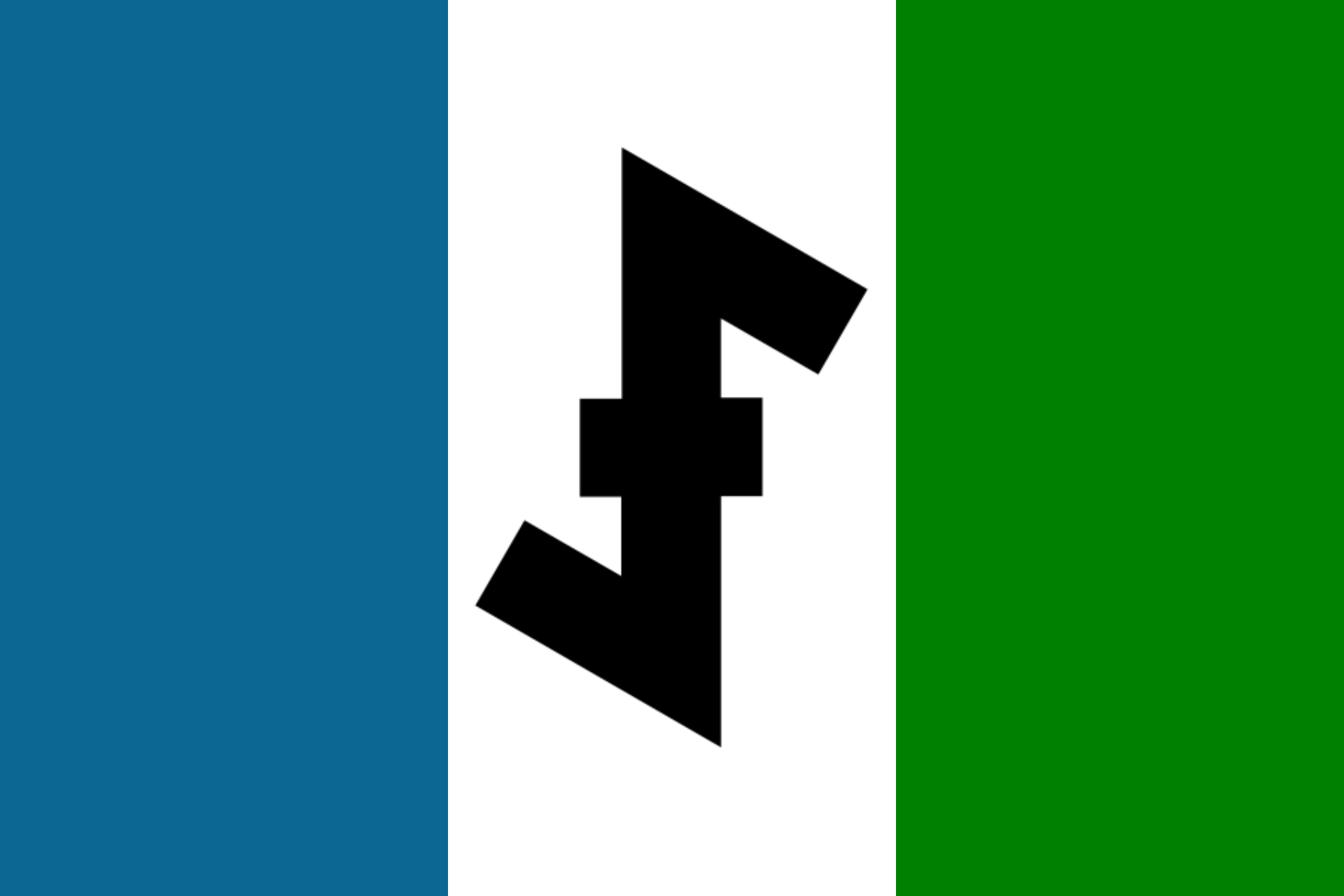
Інший прапор імперативи який використовується прихильниками ідеїї.

Територія, яку пропонує Північна-Західна територіальна імператива, перетинається з територією, яку пропонує рух за незалежність Каскадії, і ці два рухи мають схожі прапори, але вони стверджують, що не мають зв'язків один з одним.

## Історія
Орегонські чорні закони про виключення 1844, спроба вигнати всіх афроамериканців зі штату, наведені як ранній приклад такого расистського проєкту в регіоні. Журналіст білого супрематизму Дерек Стензел, портландський редактор Північно-західної ініціативи, підкреслив, що конституція 1859 штату Орегон прямо заявила, що «жоден вільний негр, мулат чи чінк» не міг проживати, голосувати, укладати контракти чи вести бізнес у штаті. На його думку, проєкт Північно-західного імперативу відповідав би «високим расистським ідеалам» перших поселенців.
Основними прихильниками сепаратистської білої батьківщини в Америці були Річард Батлер. (1918—2004), лідер організації Арійських Націй з Айдахо , і Роберт Е. Майлз. (1925—1992), теолог з Мічигану, прихильник верховенства «білої раси». На початку 1980-х років останній представив ідею територіального поділу на північному заході на своєму семінарі «Народження нації», де закликав «білих» покинути американські мультикультурні регіони і «піти з миром» у цей регіон, де вони залишаться більшістю. У липні 1986 року конгрес «Арійські нації» був організований навколо теми «Північно-західного територіального імперативу», який зібрав понад 200 лідерів Ку-клукс-кланового і неонацистського рухів, а також 4000-5000 расистських активістів. Під час конгресу Майлз сказав, що проєкт може бути здійснений білими націоналістами, які переїжджають в цю область, купуючи землю разом або поруч один з одним і маючи сім'ї, що складаються з п'яти або десяти дітей. Ми переможемо на північному заході, перевершуючи наших опонентів і утримуючи наших дітей від божевільних і руйнівних цінностей істеблішменту. Його рішення виділити північно-західні штати (10 % суміжної території США) «білій» нації було схвалено лицарями Ку-клукс-клану з Ташкабії, і ключові активісти переїхали в цю область. Однак, на відміну від агресивних дій інших сепаратистів, наприклад, на Глибокому Півдні, імператив вимагав великої міграції прихильників переваги «білої раси» з усієї країни, і в цілому був відкинутий південними екстремістами. Проєкт був підтриманий Церквою арійських націй під назвою «Білий арійський бастіон».
Вторинним прихильником був Роберт Джей Метьюс (1953—1984), який жив у Металін-Фоллс, штат Вашингтон, і виступав за подальшу колонізацію цього району. Побоюючись «вимирання білої раси», він схвалив створення «Білого американського бастіону» на північному заході Тихого океану. У 1983 році він виступив з промовою перед Національним альянсом, організацією білих супремасистів, яку очолював Вільям Лютер Пірс, закликаючи «фермерів та незалежних далекобійників» згуртуватися за його проєктом. Метьюс отримав єдині овації на конференції.

## Підтримка
Ідея була схвалена різними організаціями, включаючи White Aryan Resistance, Wotansvolk, White Order of Thule, Aryan Nations і Northwestern Imperative.
Вже неіснуюча Орегонська організація НС-скінхедів Volksfront виступала за імператив, а Гарольд Ковінгтон заснував Північно-Західний фронт для сприяння міграції білих у регіон.
Північно-Західна територіальна імператива була мотивацією для Ренді Вівера та його сім'ї переїхати до Айдахо на початку 1980-х років; пізніше вони були залучені в інцидент в Рубі-Рідж.
Девід Лейн, автор Чотирнадцяти слів, схвалив форму Північно-західного територіального імперативу, що виступає за внутрішній тероризм, щоб вирізати «білий життєвий простір» у гірських штатах.
Також ідея схвалена Мирославом Сологубом, Пан-Словянист який підтримує ідею «TBD».